# تاريخ بولندا (1795–1918)
أنهى التقسيم الثالث والأخير لبولندا في القرن الثامن عشر وجود الكومنولث البولندي الليتواني في عام 1795. ومع ذلك، فقد حافظت الأحداث داخل الأراضي البولندية وخارجها على الآمال في استعادة الاستقلال البولندي طوال القرن التاسع عشر. أصبح موقع بولندا الجيوسياسي على الأراضي المنخفضة في شمال أوروبا ذا أهمية خاصة في الفترة التي انخرط فيها جيرانها التوسعيون –مملكة بروسيا وروسيا الإمبراطورية– بشكل مكثف في المنافسات والتحالفات الأوروبية عندما تشكلت الدول القومية الحديثة على القارة بأكملها.

## الفترة النابليونية

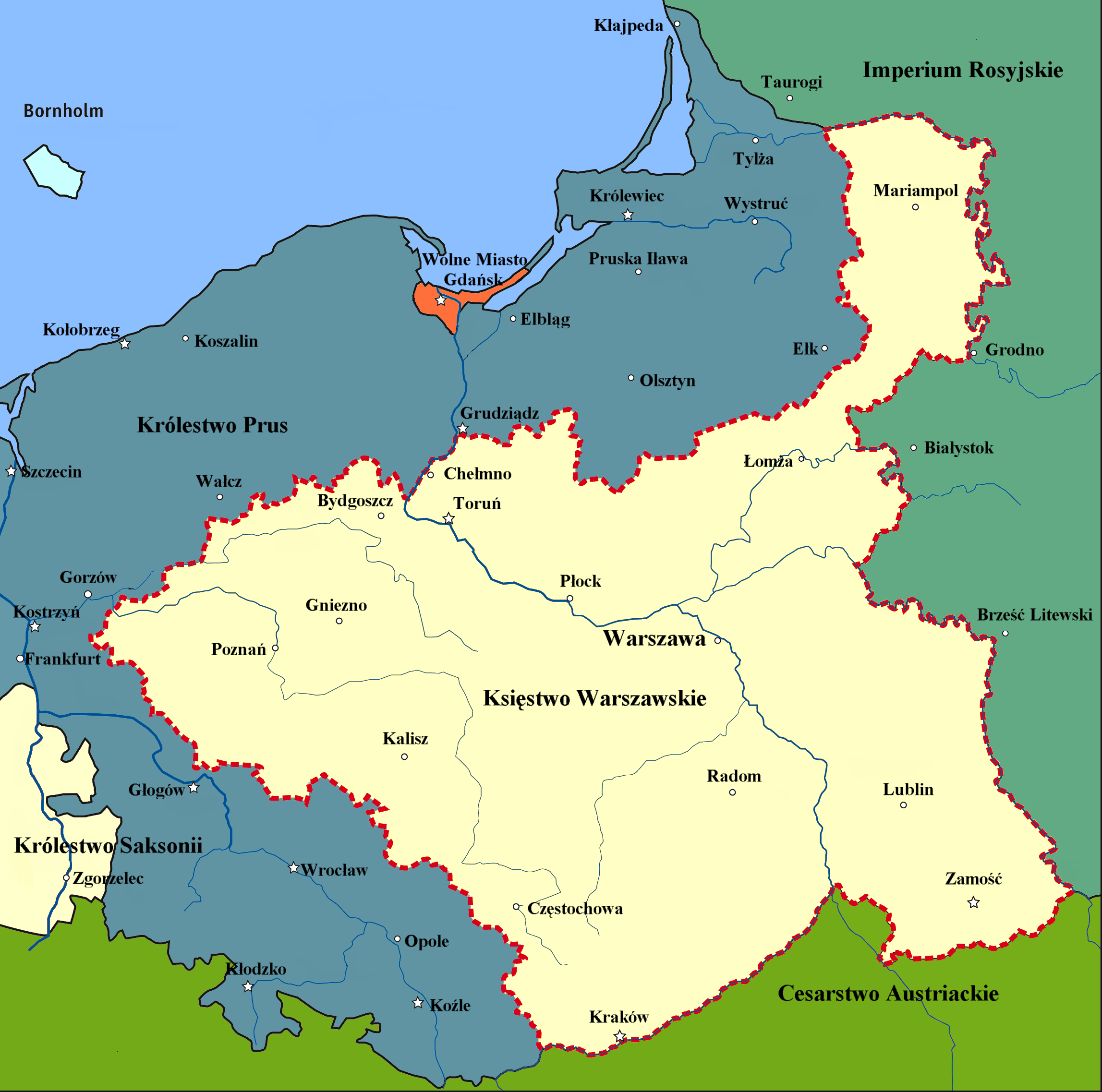
دوقية واسو النابليونية (1807–1815)

بدأت أوروبا في مطلع القرن التاسع عشر تشعر بتأثير الحركات السياسية والفكرية الهامة التي من بين آثارها الأخرى، ستبقي «المسألة البولندية» على جدول أعمال القضايا الدولية التي تحتاج إلى حل. أسس نابليون بونابرت على الفور إمبراطورية جديدة في فرنسا في عام 1804 بعد الثورة في تلك البلاد. سبّب رفض القوى الأخرى للوضع الجديد في فرنسا بقاء أوروبا في حالة حرب على مدى العقد المقبل وجلبه إلى صراع مع نفس القوى الأوروبية الشرقية التي حاصرت بولندا في العقود الأخيرة من القرن السابق. وكان تحالف المصلحة نتيجة طبيعية لهذا الموقف. ربطت جيوش المتطوعين البولندية أنفسهم بجيوش بونابرت، على أمل أن يسمح الإمبراطور في المقابل لبولندا المستقلة بالخروج من احتلاله.
على الرغم من وعد نابليون بأكثر مما كان ينوي إيصاله للقضية البولندية، إلا أنه في عام 1807 أنشأ دوقية وارسو من الأراضي البروسية التي كانت جزءًا من بولندا القديمة ولا يزال يسكنها البولنديون. تمتعت الدوقية بدرجة ما من الحكم الذاتي، ويعتقد الكثير من البولنديين أن المزيد من الانتصارات النابليونية ستجلب استعادة الكومنولث بأكمله.
استعادت الدوقية بعض المناطق التي احتلتها النمسا من خلال التقسيم الثالث في عام 1809 في عهد يوزف أنتوني بونياتوفسكي، ابن شقيق ستانيسلاف الثاني. احتل الجيش الروسي الدوقية أثناء طرد نابليون من روسيا في عام 1813، ومع ذلك، انتهت التوقعات البولندية بهزيمة نابليون النهائية في واترلو في عام 1815. وفي التسوية السلمية التالية لمؤتمر فيينا، اكتسح النمساويون والبروسيون المنتصرون. بعيدا دوقية وارسو وأعاد تأكيد معظم شروط التقسيم النهائي لبولندا.
تحتل الفترة النابليونية مكانًا مهمًا في التاريخ البولندي على الرغم من قصر مدتها. يستمد الكثير من أسطورة ورمزية الوطنية البولندية الحديثة من هذه الفترة، بما في ذلك الاعتقاد بأن استقلال بولندا هو عنصر ضروري لنظام أوروبي عادل وشرعي. تم التعبير عن هذا الاقتناع ببساطة من خلال شعار في ذلك الوقت، يقول هذا الشعار «من أجل حريتك وحريتنا». بالإضافة إلى ذلك، فإن ظهور دوقية وارسو بعد فترة وجيزة من التقسيم أثبت أن حكم الإعدام التاريخي النهائي الذي بدا في عام 1795 لم يكن بالضرورة نهاية الدولة القومية البولندية. وبدلاً من ذلك، اعتقد الكثير من المراقبين أن الظروف المواتية ستحرر بولندا من السيطرة الأجنبية.

## تأثير القومية والإبداعية
حفز المناخ الفكري والفني في أوائل القرن التاسع عشر من نمو المطالب البولندية للحكم الذاتي. إذ تبلورت القومية الحديثة خلال هذه العقود، وسرعان ما طورت أتباعاً هائلة في جميع أنحاء القارة، وأصبحت العقيدة السياسية الأكثر ديناميكية وجاذبية في عصرها. من خلال التأكيد على قيمة وكرامة الثقافات واللغات الأصلية، كانت القومية تقدم الأساس المنطقي للولاء العرقي وكانت الحركة الإبداعية العنصر الفني للثقافة الأوروبية في القرن التاسع عشر وكان لها التأثير الأقوى على الوعي الوطني البولندي. كانت الحركة الإبداعية شريكًا طبيعيًا للقومية السياسية، لأنها كانت تمثل الصدى للتعاطف القومي مع الثقافات الشعبية وأظهرت جوًا عامًا من الازدراء للنظام السياسي المحافظ في أوروبا ما بعد نابليون. ازدهر الأدب البولندي من جديد تحت هذا التأثير في أعمال مدرسة الشعراء الرومانسية في القرن التاسع عشر، بترأس آدم ميتسكيفيتش. ركز ميكيفيتش على المواضيع الوطنية والماضي القومي المجيد. استخدم فريدريك شوبان- الملحن الرائد في ذلك القرن- التاريخ المأساوي لأمته كإلهام كبير.
استيقظت القومية نتيجة هذه التأثيرات أولاً بين المثقفين وشرائح معينة من النبلاء، ثم تدريجيًا في الفلاحين. وفي النهاية، حل تعريف أوسع للأمة محل «الوطنية النبيلة» القديمة القائمة على الطبقة في بولندا.

## عصر التمردات الوطنية
أعطت الحركة الوطنية البولندية على مدى عدة عقود الأولوية لاستعادة الاستقلال، وهي حملة عُبر عنها في سلسلة من التمردات المسلحة. نشأت حركات التمرد بشكل رئيسي في منطقة التقسيم الروسية إلى الشرق، والتي كان حوالي ثلاثة أرباعها من الأراضي البولندية سابقًا. نظمت روسيا بعد مؤتمر فيينا أراضيها البولندية باعتبارها بولندا الكونغرس، ومنحتها دستورًا ليبراليًا تمامًا، وجيشًا خاصًا، ومحدودية الحكم الذاتي داخل الإمبراطورية القيصرية. نما الحكم الروسي بشكل تعسفي في العشرينيات من القرن العشرين، وشُكلت المجتمعات السرية من قبل المثقفين في عدة مدن للتخطيط على التمرد. قامت القوات البولندية في نوفمبر من عام 1830، في وارسو بالتمرد. أعلنت حكومة كونغرس بولندا تضامنها مع قوات المتمردين بعد ذلك بوقت قصير، وعندها بدأت حرب بولندية روسية جديدة. تم تجاهل طلبات المتمردين للحصول على مساعدات من فرنسا، وكلفهم ترددهم في إلغاء العبودية خسارتهم دعم الفلاحين. بحلول سبتمبر من عام 1831، كان الروس قد خضعوا للمقاومة البولندية وأجبروا 6000 مقاتل على الخروج إلى المنفى في فرنسا، وبدأوا فترة من القمع القاسي للنشاط الفكري والديني في جميع أنحاء بولندا، وفي الوقت نفسه، خسر كونغرس بولندا دستوره وجيشه.
بعد فشل ثورة نوفمبر، استمر النشاط التآمر السري على الأراضي البولندية. أنشأت النخبة السياسية والفكرية البولندية المنفية قاعدة للعمليات مقرّها في باريس. اعتمدت مجموعة مُحافظة يرأسها آدم جيرزي تشارتوريسكي (أحد قادة ثورة نوفمبر) على الدعم الدبلوماسي الأجنبي لاستعادة مكانة بولندا على النحو الذي أنشأه مؤتمر فيينا، والذي انتهكته روسيا بشكل كامل ابتداءً من عام 1819. ومن ناحية أخرى، فإن هذه المجموعة كانت راضية مع العودة إلى الملكية والهياكل الاجتماعية التقليدية.
لم تشكل الفصائل الراديكالية جبهة موحدة بشأن أي قضية إلى جانب الهدف العام المتمثل في الاستقلال. وأصرت برامجهم على تحرير البولنديين أنفسهم بجهودهم الخاصة وربط الاستقلال مع الجمهورية وتحرير العبيد. عانت الحركة الوطنية البولندية من خسائر عديدة بسبب الانقسام الداخلي والموارد المحدودة والمراقبة الشديدة واضطهاد الخلايا الثورية في بولندا ثم عانت الحركة من انتكاسة كبيرة في ثورة 1846 التي نظمتها الجمعية البولندية، وهي المجموعة القومية المتطرفة الرائدة في بولندا النمساوية. انتهت الانتفاضة بسفك الدماء عندما حمل الفلاحون السلاح ضد قيادة المتمردين التي يسيطر عليها النبلاء وطبقة مُلّاك الأراضي، والتي كانت تعتبر من الظلم المحتمل أن تكون أسوأ من النمساويين. تركت الثورة الفاشلة -من خلال تكثيف القمع العسكري القاسي من النمسا- القوميين البولنديين في وضع ضعيف للمشاركة في موجة الثورة الوطنية التي عبرت أوروبا في عامي 1848 و 1849. وقد شددت مثالية زعماء هذه الانتفاضة على الحرية الفردية والهوية الوطنية المنفصلة بدلاً من تأسيس جمهورية موحدة وهذا تغيير مهم للفلسفة السياسية عن الحركات السابقة.
اندلعت الانتفاضات البولندية الأخيرة في منتصف القرن التاسع عشر في القطاع الذي احتلته روسيا في يناير من عام 1863. سنّت حكومة القيصر ألكسندر الثاني سلسلة من الإصلاحات الليبرالية بما في ذلك تحرير العبيد في جميع أنحاء الإمبراطورية وذلك بعد هزيمة روسيا الكارثية في حرب القرم. أثار فرض إصلاحات الأراضي في بولندا العداء بين النبلاء المحافظين من جهة، ومجموعة من المثقفين الشباب الراديكاليين المتأثرين بكارل ماركس والليبرالي الروسي ألكسندر هيرزن، من جهة أخرى.